# Carletto Alverà
Carlo Alverà detto Carletto (Cortina d'Ampezzo, 1918 – Cortina d'Ampezzo, 23 novembre 2010) è stato un alpinista, combinatista nordico e saltatore con gli sci italiano.

## Biografia

### Carriera alpinistica
Fece parte del gruppo alpinistico Scoiattoli di Cortina con il soprannome di "Lete". Diventò "scoiattolo" nel 1941, dopo il congedo dalla scuola alpina di Aosta nel 1939; nel 1942 divenne prima guida alpina e poi maestro di sci.
Il 10 e 11 settembre 1941 insieme a Ettore Costantini compì una delle prime ripetizioni della via alpinistica Dimai–Comici, sulla parete nord della Cima Grande di Lavaredo. A causa di un errore tracciarono una nuova variante: infatti nella parte terminale del tracciato, anziché salire per i camini sulla sinistra della parete, continuarono diritti creando una variante di 6° di difficoltà. Alverà fu presidente degli Scoiattoli di Cortina dal 1957 al 1974.

### Carriera sciistica
Sciatore attivo negli anni quaranta, partecipò a diverse edizioni dei Campionati italiani di sci nordico, vincendo due medaglie; si ritirò nel 1949.

## Palmarès

### Combinata nordica

#### Campionati italiani
- 1 medaglia:
  - 1 argento (individuale nel 1946)

### Salto con gli sci

#### Campionati italiani
- 1 medaglia:
  - 1 bronzo (trampolino normale nel 1942)